# Una ragazza in due/Lezione di ritmo
Una ragazza in due/Lezione di ritmo è il quarto singolo discografico del gruppo beat italiano I Giganti, pubblicato a dicembre del 1965 dalla Ri-Fi.

## Descrizione
Pubblicato con due diverse copertine, la grafica è curata dall'Istituto Moletti.

## Tracce
1. Una ragazza in due – 2:15 (testo: Leo Chiosso – musica: Mitch Murray, Robin Conrad) – Cover di "Down Came the Rain"
2. Lezione di ritmo – 2:55 (testo: Antonio Mennillo – musica: Ian Whitcomb) – Cover di "You Turn Me on"

## Brani
Una ragazza in due
La canzone è la versione italiana di Down Came The Rain di Robin Conrad e Mitch Murray, incisa da quest'ultimo a nome di Mister Murray; il testo della versione italiana è di Leo Chiosso, ed è la storia della rivalità fra due amici per una ragazza.
Tra le cover realizzate sono da ricordare quella di Mina (nell'album Mina con bignè del 1977), di Ornella Vanoni (nell'album Un panino una birra e poi... del 2001), dei Matia Bazar (nell'album One1 Two2 Three3 Four4 del 2007) e di Bruno Castiglia de I Bisonti in un 45 giri del 1976. 
Il brano è stato cantato anche nel programma televisivo di Rai 2 degli anni ottanta "Quelli della notte" ed inserita nell'album omonimo, oltre ad essere presente pure nella colonna sonora del film Chiedimi se sono felice del trio comico Aldo, Giovanni e Giacomo.
Lezione di ritmo
Anche Lezione di ritmo è una cover, e cioè di You Turn Me on (Turn on Song), scritta da Ian Whitcomb e lanciata nel 1965 sia da Whitcomb con il suo gruppo The Bluesville che da Sandy Nelson.
Il testo italiano è di Antonio Mennillo, un paroliere che ha collaborato spesso con I Giganti, e che in questo caso usa lo pseudonimo Amenni.

## Formazione
- Enrico Maria Papes - batteria, voce
- Giacomo Di Martino - chitarra, voce
- Sergio Di Martino - basso, voce
- Francesco Marsella - tastiere, voce